# Nieuw-Arenbergpolder
De Nieuw-Arenbergpolder is een polder met een oppervlakte van 648 hectare in Kieldrecht in de Oost-Vlaamse gemeente Beveren. De polder werd ingedijkt in 1784. De polder bevat geen dorpen, maar wel verspreide bebouwing langs de centrale Nieuw-Arenbergstraat en langs de polderdijk in het noorden van de polder.

## Geschiedenis
In de veertiende, vijftiende en zestiende eeuw waren al delen van het gebied ingepolderd geweest, maar deze polders gingen verloren in 1583 wanneer de dijken werden doorgestoken.
Omwille van een verslechterde economische situatie zit er een periode van ongeveer 100 jaar tussen de vorige inpoldering, die van de Oud-Arenbergpolder (1677-1688) en de inpoldering van de Nieuw-Arenbergpolder in 1784. De toestemming voor de inpoldering van het gebied werd al verleend in 1729, aan het hertogen van Arenberg, maar het zou tot 1784 duren eer de polder effectief werd ingedijkt. In 1846 bedijkte de familie Arenberg eveneens de Prosperpolder ten noorden van de Nieuw-Arenbergpolder.

## Natuur
In het laagste deel van de polder zal een relatief klein (48 ha) natuurgebied aangelegd worden als weidevogelgebied. Deze zilte zone moet het waardevolle natuurgebied Putten Weiden in het laagste deel van de Oud-Arenbergppolder vervangen wanneer dit zou moeten wijken voor de aanleg van het Saeftinghedok en een ringweg die het dok moet bedienen.